# Aspidoscelis sexlineata
Aspidoscelis sexlineata là một loài thằn lằn trong họ Teiidae. Loài này được Linnaeus mô tả khoa học đầu tiên năm 1766.

## Hình ảnh

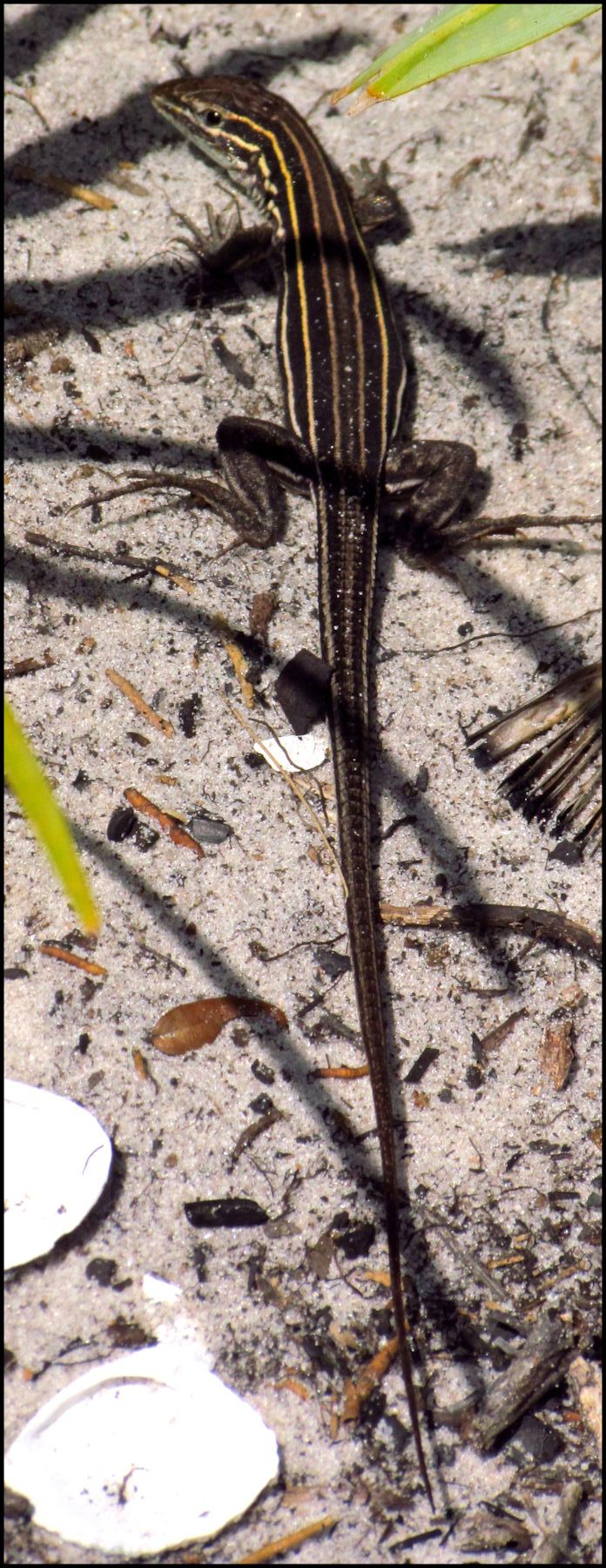
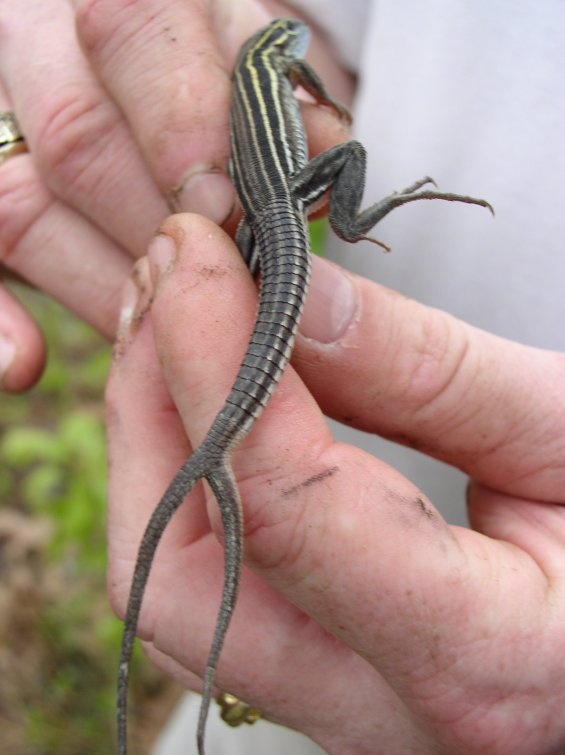
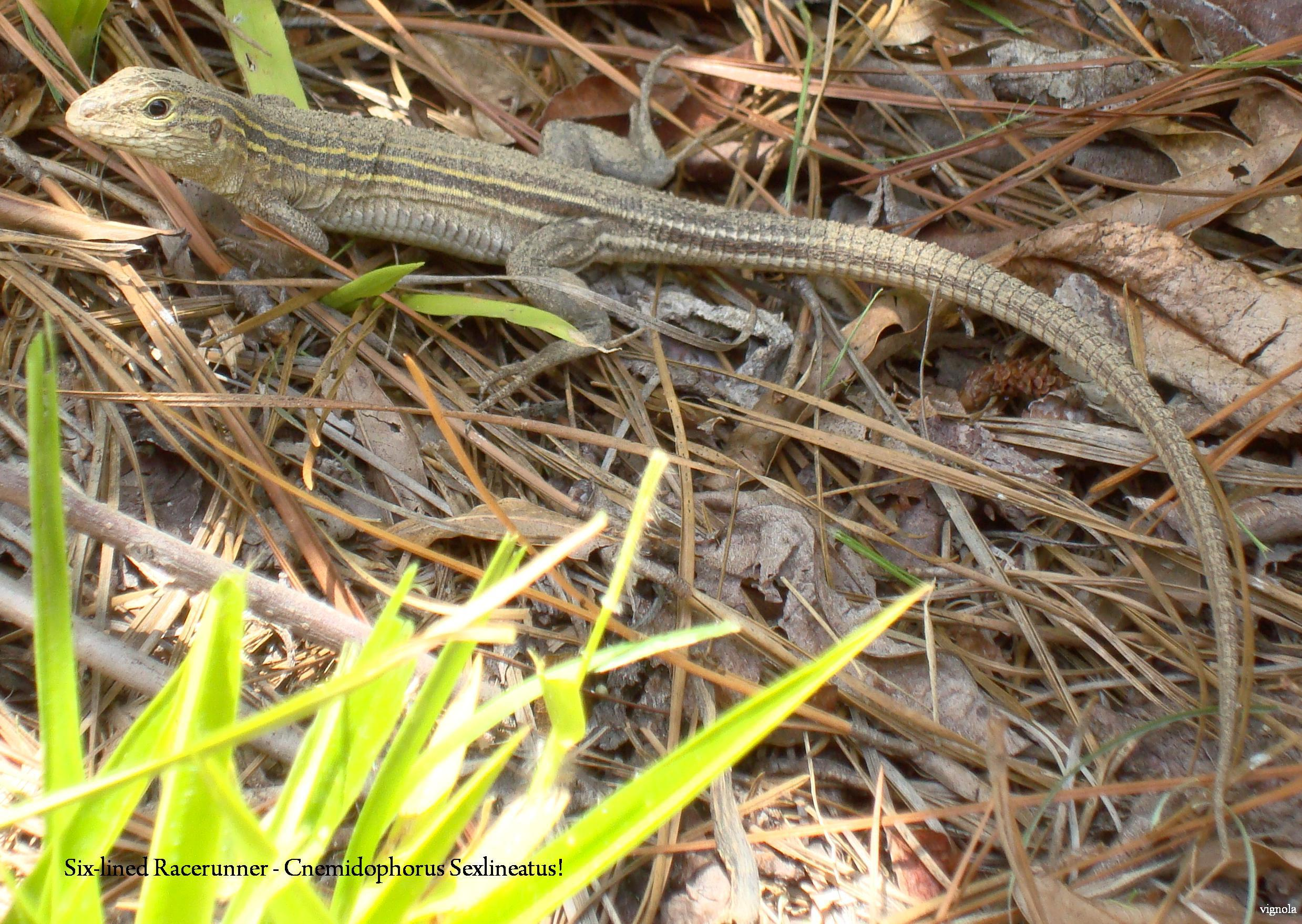
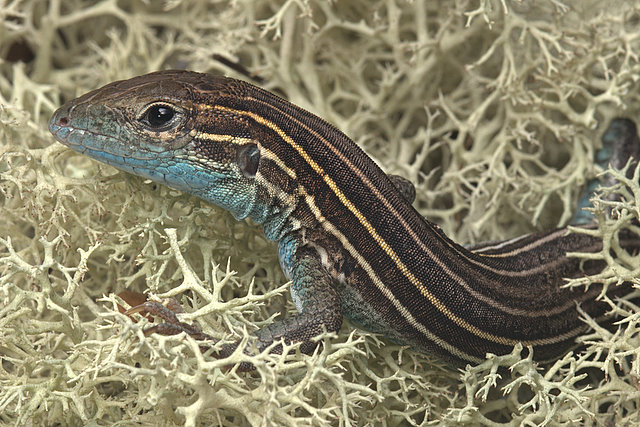